# Le Calanche
Le Calanche è il nome di una montagna dell'isola d'Elba, sede di un insediamento dell'Età del Bronzo, il più elevato dell'isola (900 m). Dalle Calanche inizia la Via ferrata del Monte Capanne.
(Silvestre Ferruzzi, Synoptika)

## Nome
Il toponimo Calanche, attestato dal 1738, deriva dagli stretti canaloni (calanche) che, specialmente sul versante meridionale, dividono le plurime cime rocciose della montagna.

## Descrizione
Il sito, facente parte degli insediamenti protostorici del Monte Capanne, è caratterizzato da una piazzaforte con uno stretto ingresso ed una bassa cinta muraria che si adatta alle aspre condizioni orografiche del luogo. Nei pressi si trova la Grotta alle Pecore, un riparo rupestre frequentato dal Paleolitico sino al II millennio a.C., insieme alle formazioni rocciose della Cote Alta, della Cote Ritta e del Gobbetto. Nella zona è presente una necropoli rupestre riferibile all'Età del Bronzo. I reperti rinvenuti sono costituiti da vasellame frammentario con ingobbio, orci frammentari, vasetti miniaturistici e rocchetti in argilla.

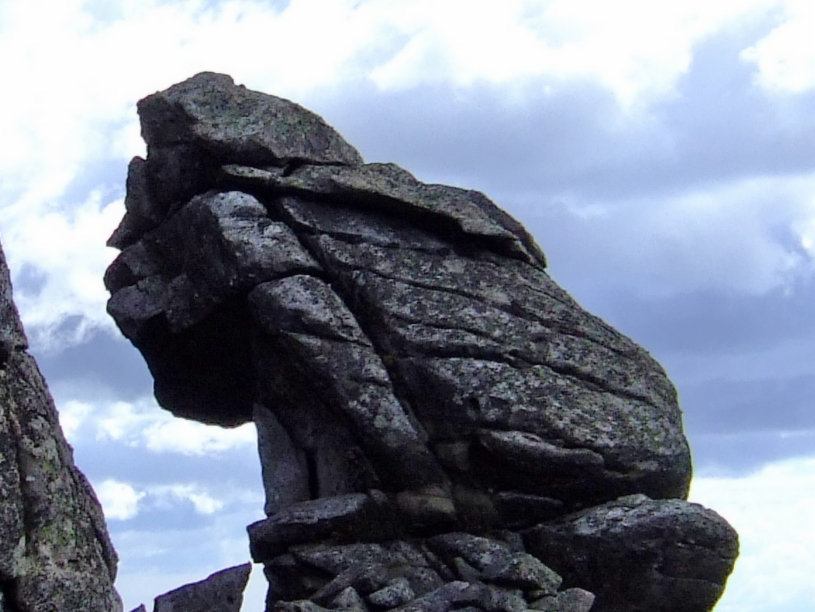
Il Gobbetto

## Ambiente naturale
Ciò che più caratterizza le Calanche dal punto di vista floristico è la cospicua presenza di annosi esemplari di Taxus baccata abbarbicati sulle rocce monzogranitiche (versante meridionale) e presenti in un contesto boschivo ad alto fusto (versante settentrionale). In quest'ultimo settore, in località Altarini, si trova un albero di tasso risalente almeno al XI secolo, con una circonferenza del tronco pari a 6 metri. Durante il periodo pasquale, i rami di tasso venivano usati per allestire il Santo Sepolcro nel sottostante paese di Sant'Ilario in Campo.

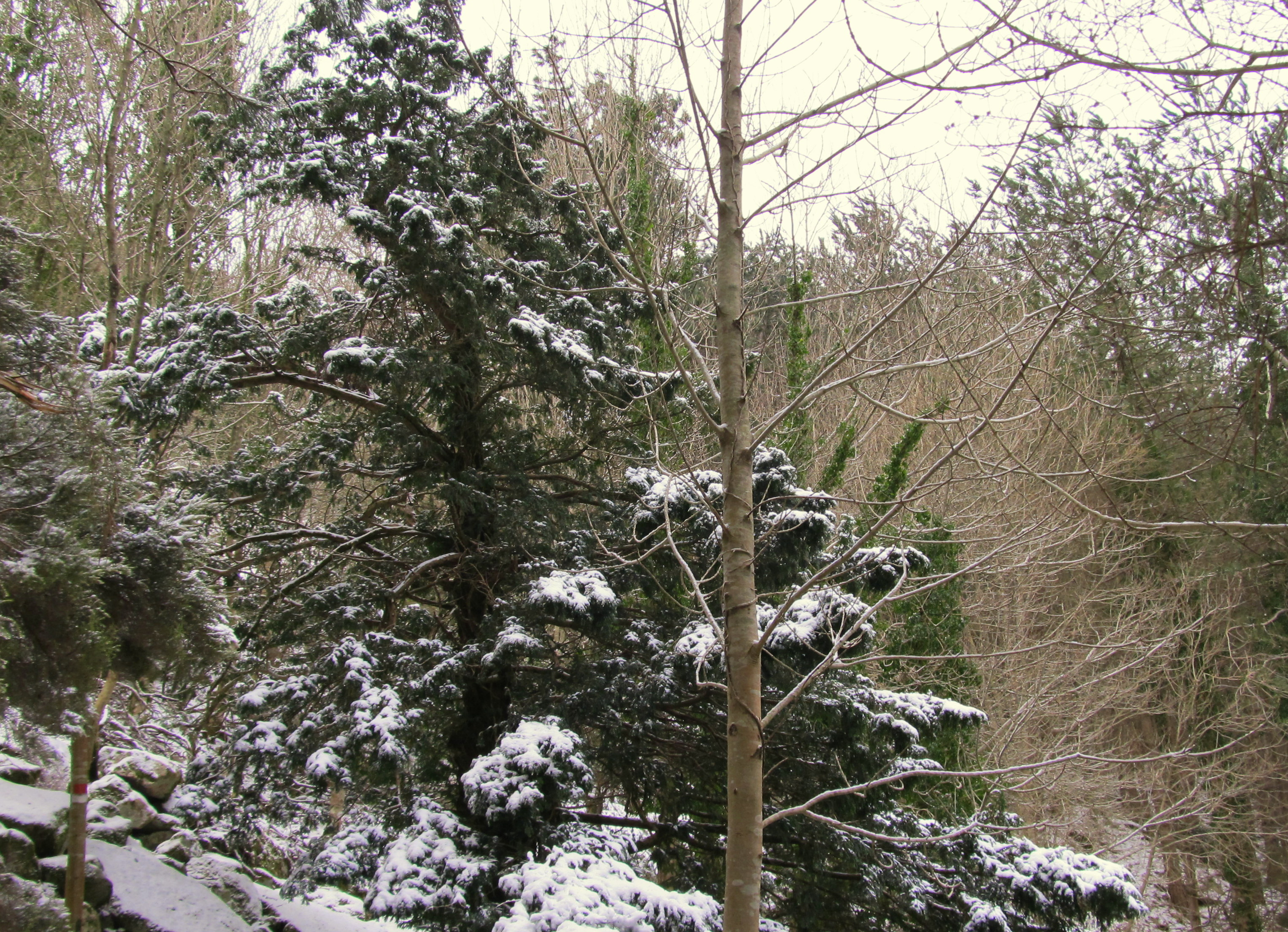
Il tasso monumentale delle Calanche in località Altarini

## L'Ode alle Calanche
«Vi saluto, montagne amiche e belle, dalle cime selvagge e frastagliate, baciate a sera dalle prime stelle, all'alba carezzate dalle fate. Quando il sole vi bacia e vi fa d'oro vanno estasiate per l'ammirazione, e nel dolce tramonto pur v'adoro, cangianti tra il violetto e l'arancione. V'amo, rocce dilette, o mie Calanche, quando la primavera vi ridesta, quando la neve vi fa tutte bianche nel crudo inverno dalla faccia mesta. Quando l'autunno pigro e sonnolento vi reca un senso di malinconia, quando vi turba l'impeto del vento a voi pensa l'ansiosa anima mia. Quando l'estate canta una canzone, portandovi le ninfe inghirlandate, brucia nel cuor per voi la mia passione, con un sospir di cose desiate. Son vostra figlia, cime predilette, e per voi sento in me sorgere il canto. Vorrei potervi dir cose mai dette e baciarvi così, tra riso e pianto. Ma siete voi così vicine a Dio che mi sento smarrire nel pensiero. Chiudo così quel canto nel cuor mio donandovi il mio amor, caldo e sincero» Tecla Galli (27 dicembre 1945)